# Yūbari
Yūbari (japanska: 夕張市?, Yūbari-shi) är en stad i Hokkaidō prefektur i Japan. Staden fick stadsrättigheter 1943.
Yūbari är känt för sin melonodling.

## Historia
Yūbari var tidigare en stad med många kolgruvor. Vid folkräkningen 1950 hade staden 99 530 invånare.. Vid folkräkningen 1960 hade staden 116 908 invånare. Kolgruvorna har sedan lagts ned en efter en och i dag är stadens befolkning bara 1/14 av 1960 års siffra.

## Kommunikationer
Yūbari var ändpunkt för en järnvägslinje mellan 1892 och 2019.